# Phorotrophus perplexus
Phorotrophus perplexus là một loài tò vò trong họ Ichneumonidae.